# Jack Middelburg

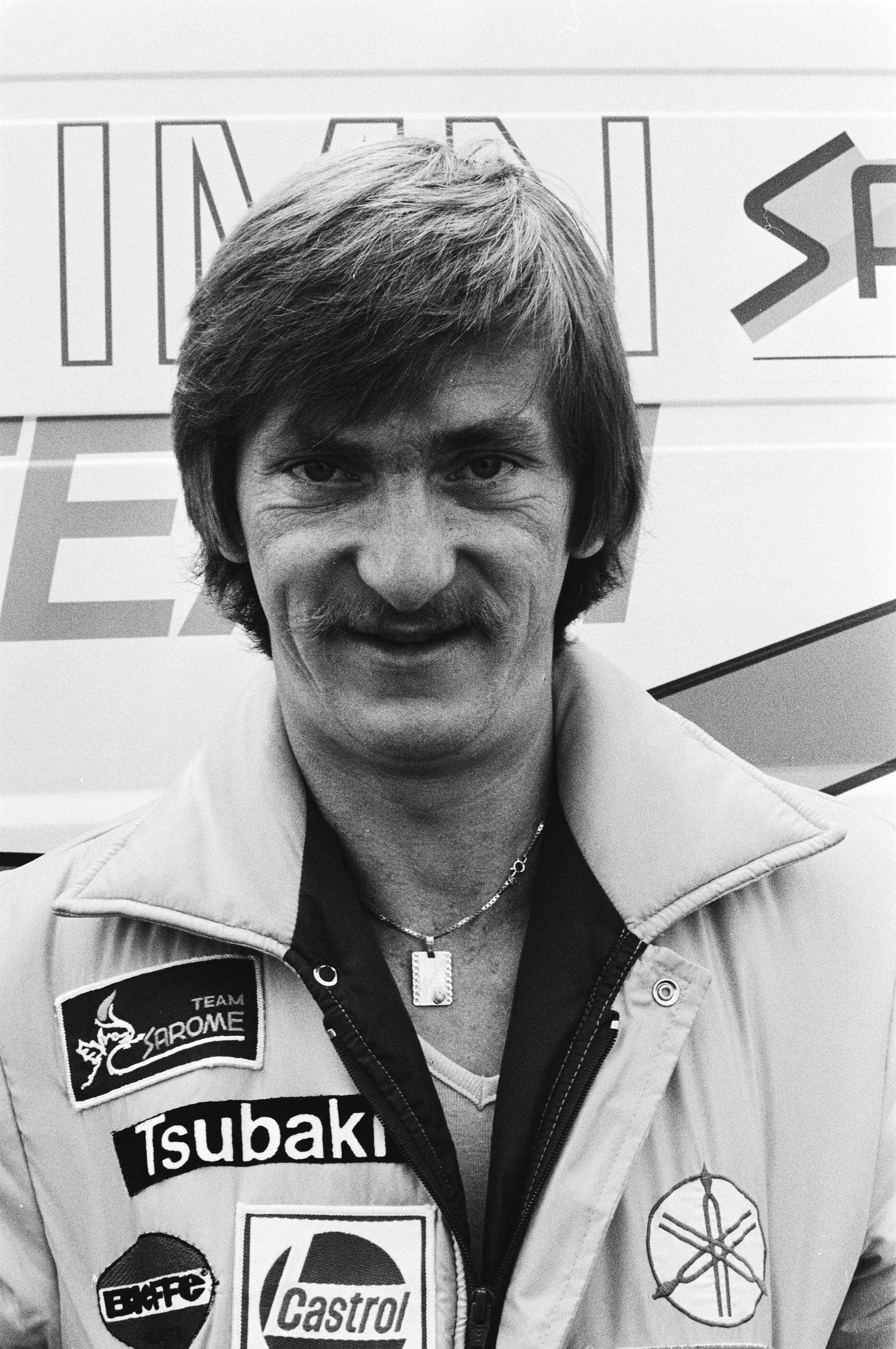
Jack Middelburg 1980.

Jack Middelburg, född 30 april 1952 i Naaldwijk, död 3 april 1984 i Groningen, var en holländsk roadracingförare som var aktiv i världsmästerskapen i 500cc-klassen 1978-1983. Han vann två Grand Prix: Hemma på TT Circuit Assen under säsongen 1980 och i Storbritannien 1981.
Jack Middelburg avled den 3 april 1984 av skadorna från en krasch på stadsbanan i Tolbert i de nederländska mästerskapen den 1 april.